# Ninox meeki
Coruja-gavião-de-manus ou mocho-da-manus (Ninox meeki) é uma espécie de ave estrigiforme pertencente à família Strigidae.